# Heiligenberg (Lago de Constanza)

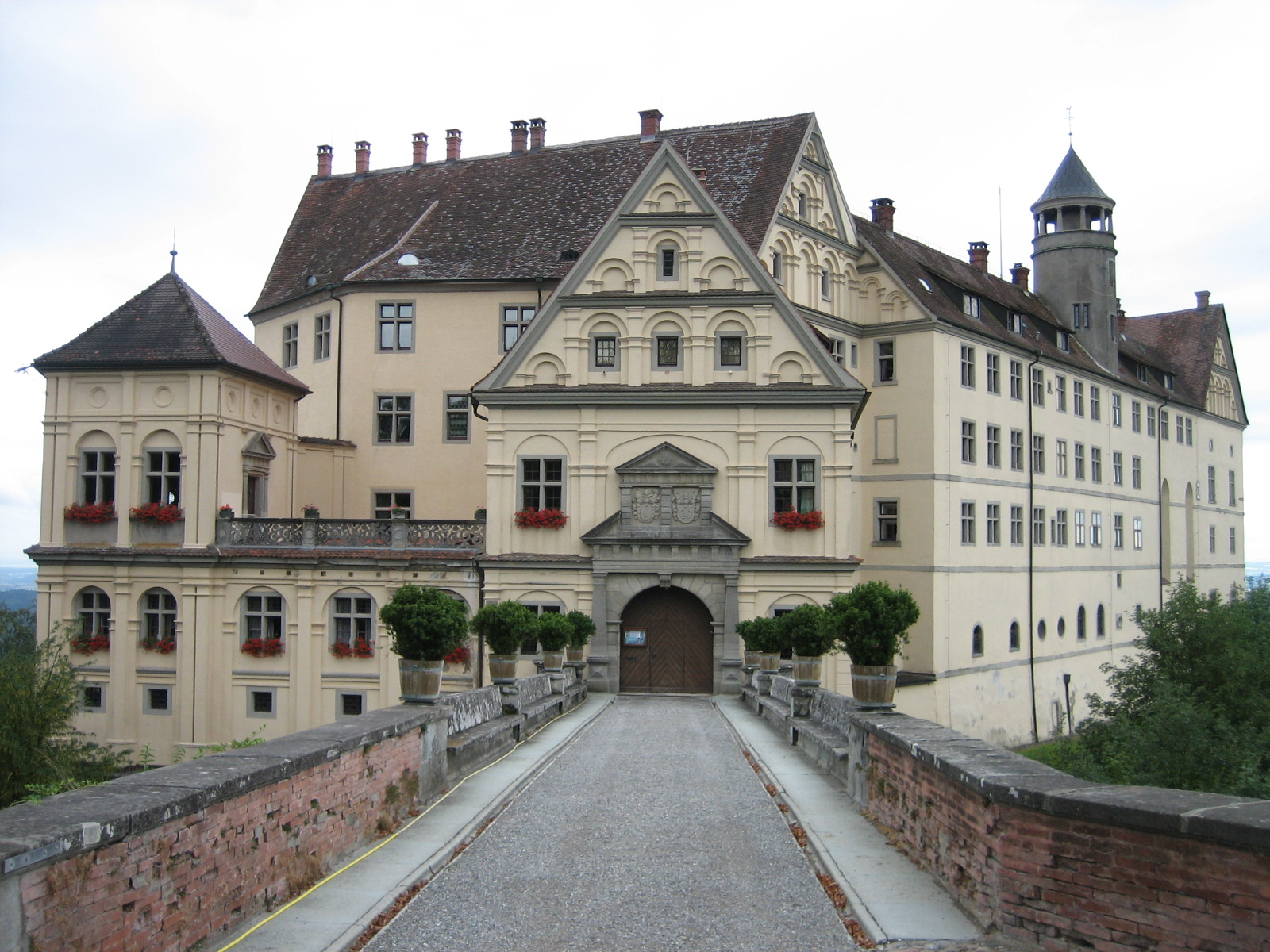
Entrada del Castillo de Heiligenberg.

Heiligenberg es un municipio alemán perteneciente al distrito del lago de Constanza en el estado federado de Baden-Wurtemberg. Tiene unos 2.950 habitantes y el territorio municipal comprende 4.077 ha.